# Sezures (Penalva do Castelo)
Sezures es una freguesia portuguesa del concelho de Penalva do Castelo, con 22,74 km² de superficie y 854 habitantes (2001). Su densidad de población es de 37,6 hab/km².